# 靜間站
靜間站（日语：／ Shizuma eki */?）是位於島根縣大田市靜間町，屬於西日本旅客鐵道（JR西日本）的山陰本線車站。本站截至2020年3月只有黃昏上行1班的快速列車在此停靠。

## 歷史
- 1926年（大正15年）9月16日 - 國有鐵道山陰本線石見大田站（現時為大田市站）至五十猛站之間新設此站。為客運和貨運車站。
  - 當時車站地址為島根縣邇摩郡靜間村。
- 1954年（昭和29年）1月1日 - 隨著大田市（第一次）成立，車站地址為島根縣大田市靜間町（日语：静間）。
- 1973年（昭和48年）6月15日 - 終止貨物起卸業務。
- 1987年（昭和62年）4月1日 - 伴隨國鐵分割民營化，車站由西日本旅客鐵道（JR西日本）營運。
- 2005年（平成17年）10月1日 - 隨著大田市（第二次）成立，車站地址為現時位置。

## 車站構造
本站是設有1面1線單式月台的地面車站。往益田方向的列車會開啟右邊車門，並且和往出雲市方向的列車使用同一月台。而本站在2001年3月前曾設有島式月台。
本站是由濱田鐵道部負責管理的無人車站，並設有木造的候車室。

## 使用狀況
以下為近年1日平均乘車人次列表：
| 乘車人次變化 | 乘車人次變化    |
| 年度         | 1日平均乘車人次 |
| ------------ | --------------- |
| 1984         | 88              |
| 1994         | 98              |
| 1999         | 72              |
| 2000         | 65              |
| 2001         | 68              |
| 2002         | 71              |
| 2003         | 75              |
| 2004         | 66              |
| 2005         | 62              |
| 2006         | 55              |
| 2007         | 42              |
| 2008         | 38              |
| 2009         | 34              |
| 2010         | 30              |
| 2011         | 35              |
| 2012         | 31              |
| 2013         | 30              |
| 2014         | 26              |
| 2015         | 30              |
| 2016         | 30              |
| 2017         | 34              |

## 車站周邊
- 靜間郵局
- 大田市立靜間小學
- 魚津海岸
- 靜之窟（洞穴）
- 國道9號

## 相鄰車站
西日本旅客鐵道
山陰本線
- 部分快速Aqua快車停車站。

大田市－靜間－五十猛

## 注腳
1. ↑  島根縣統計書

## 外部連結
- 靜間｜車站資訊：JR出門網 - 西日本旅客鐵道